# Barrage du Pas-du-Riot
Le barrage du Pas-du-Riot un barrage situé dans le Parc Naturel Régional du Pilat, en France. Construit entre 1873 et 1878, il se trouve à proximité de la ville de Saint-Étienne, plus précisément sur territoire de la commune associée de Rochetaillée.
Il est situé dans la vallée du Furan, 2 km en amont du barrage du Gouffre d'Enfer.

## Présentation
En 1870, l'accroissement de la population était si rapide que l'alimentation en eau de la ville par le barrage du Gouffre d'Enfer, mis en eau 3 ans plus tôt, était insuffisant. Ce dernier, qui devait assurer l'alimentation en eau potable de la ville et un débit minimum pour les usines, montra ses limites.
La ville de Saint-Étienne a donc commandé et financé entièrement (sans aide de l'État) en 1873 un ouvrage identique au premier. Celui-ci fut conçu par les ingénieurs Le Fort, Jollois et Duplay.
De juin à décembre 2017, des travaux importants commandés par Saint-Étienne Métropole ont lieu sur le barrage : vidange, nouvel évacuateur de crue, enrochement, etc. En fonction de l'avancement du chantier, une seconde partie de travaux est prévue d'avril à octobre 2018.

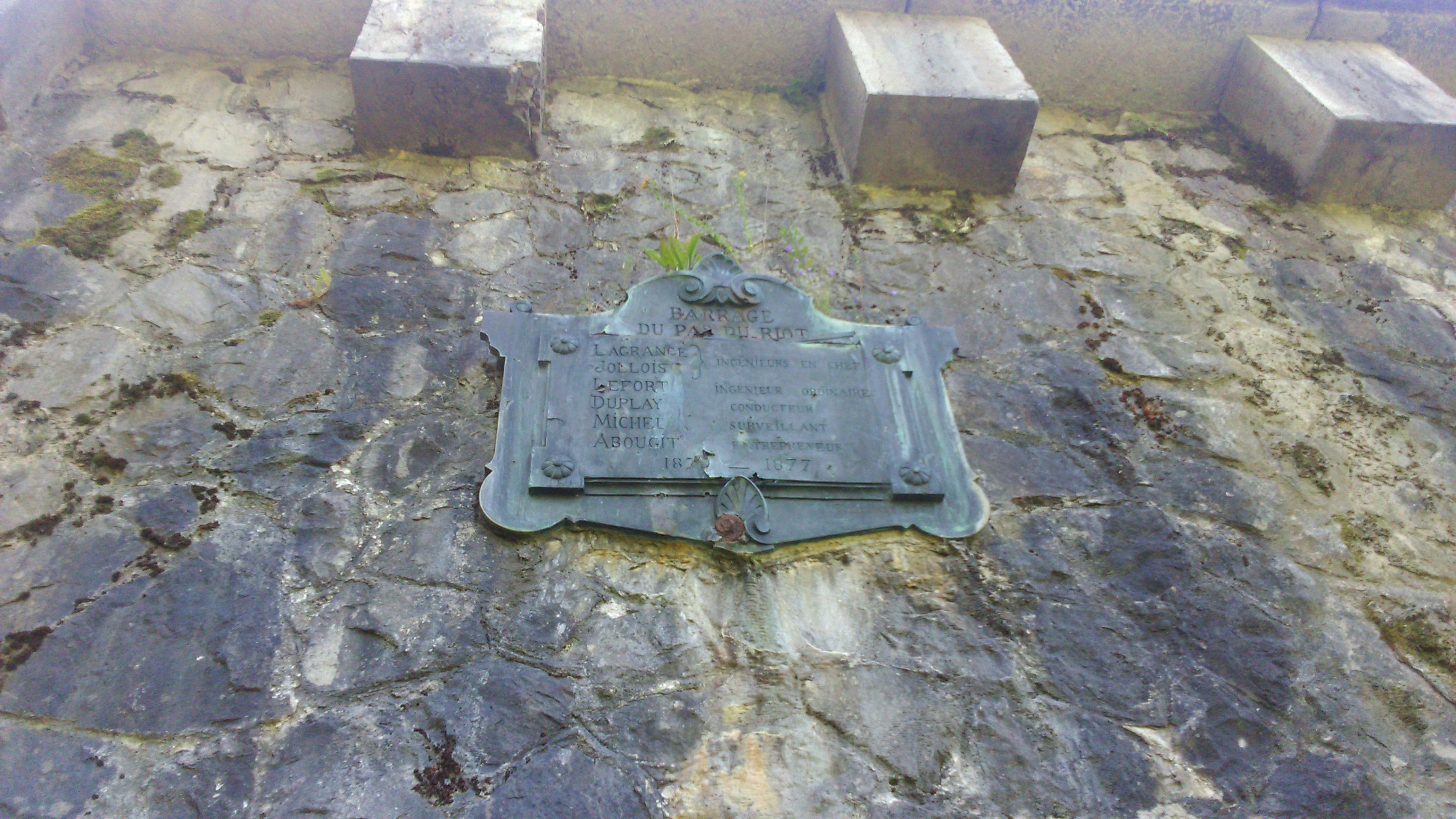
Sur la plaque est inscrit :
"Barrage du Pas-du-Riot
LAGRANGE, JOLLOIS ingénieurs en chef
LEFORT ingénieur ordinaire
DUPLAY conducteur
MICHEL surveillant
ABOUGIT entrepreneur
1873-1877"